# Sphaeradenia stylosa
Sphaeradenia stylosa är en enhjärtbladig växtart som beskrevs av Gunnar Wilhelm Harling. Sphaeradenia stylosa ingår i släktet Sphaeradenia och familjen Cyclanthaceae. Inga underarter finns listade.